# Девід Коллінз (веслувальник)
Девід Коллінз (англ. David Collins, 12 жовтня 1969) — американський академічний веслувальник.
Бронзовий призер Олімпійських Ігор 1996 року в складі розпашної четвірки без стернового легкої ваги.
Бронзовий призер Чемпіонату світу 1991 року в складі вісімки легкої ваги.